# 施氏兇蟾魚
施氏兇蟾魚（学名：Daector schmitti），為輻鰭魚綱蟾魚目蟾魚科的其中一種，被IUCN列為次級保育類動物，分布於中西大西洋區，從哥斯大黎加至巴拿馬海域，棲息深度5-30公尺，體長可達13公分，為底棲性魚類。